# 九龍的天空之旺角馬房
《九龍的天空之旺角馬房》是一部香港电影，2002年上映。这部电影由康龍担任导演，本片由顏仟汶、林雅詩等主演。

## 剧情
小六旗下之妓女因一次不道德的交易中被人槍殺，與其開房的員警是掃黃警察高坤，坤被停職。上司張警官接手調查案件。高坤的女友Joey也是個警察，她決定去找小六，逼她與自己假扮馬伕和小姐的関係，小六無奈答應了...

## 演員表

### 警察
| 演員   | 角色   | 粵語配音 | 備註                                                                                          |
| 雷宇揚 | 高坤   | 李家輝   | 掃黃警察 和小茵（案件死者）曾開房而被停職調查 Joey之男友 張警官之下屬                         |
| 林雅詩 | 祖兒   |          | 掃黃警察 高坤之女友 張警官之下屬 調查小六為高坤平反 最後被祥發手下抓走，後被救走 参见性工作者 |
| 王合喜 | 張警官 | 羅偉傑   | 掃黃警官 Joey、高坤之上司                                                                     |

### 性工作者
| 演員   | 角色 | 粵語配音 | 備註                                                         |
| 張豪龍 | 小六 | 羅偉傑   | 馬伕 小茵、小紅、小鳳之上司 Joey之男友 張警官之下屬          |
| 林雅詩 | 祖兒 |          | 掃黃警察 高坤之女友 張警官之下屬 調查小六為高坤平反 参见警察 |
| 顏仟汶 | 小紅 |          | 小姐 小六之手下 小茵、小紅之好友                             |
| 陳明君 | 小鳳 |          | 小姐 小六之手下 小茵、小鳳之好友                             |

### 黑社會
| 演員   | 角色 | 粵語配音 | 備註                                                                          |
| 史洪波 | 祥發 | 鄧榮銾   | 黑幫老大 小六之天敵 因小六的生意過好而惹來自己眼紅 最後抓走Joey，但被小六槍殺 |
| 夏占士 | 龍叔 | 羅偉傑   | 黑幫老大 夜店顧客，風流不已                                                   |

## 軼事
本片的故事主要講述香港馬伕的生活，之後在2002及2003年分別也拍攝了續集並在DVD影碟店發售，包括九龍的天空之錯愛馬伕、九龍的天空之墮落街。較特別的是在後兩集也是李修賢主演。在第二套亦添加了一些色情場面而變了三級片及還有保留了顏仟汶及林雅詩，而在第三套則只保留了第二集李修賢，並加入了黎耀祥、配音員葉振聲等的參演。